# Heterusia subangulata
Heterusia subangulata är en fjärilsart som beskrevs av J. Peter Maassen 1890. Heterusia subangulata ingår i släktet Heterusia och familjen mätare. Inga underarter finns listade i Catalogue of Life.